# Васильківський провулок (Київ)
Василькі́вський прову́лок — провулок у Голосіївському районі міста Києва, місцевість Деміївка. Пролягає від Деміївської до Криворізької вулиці. 

## Історія
Провулок виник у 2-й половині XIX століття під такою ж назвою, на честь міста Васильків. До 1975 року пролягав від Васильківської вулиці.
Назву Васильківський провулок у Києві до 1955 року мали також нинішні провулок Бориса Шахліна, Краснолуцький провулок та Ужгородська вулиця.